# حفتسي باه
حفتسي باه ((بالعبرية: חֶפְצִיבָּהּ) هو كيبوتس في شمال إسرائيل، يقع على حدود مرج ابن عامر ووادي بيسان بين مدينتي العفولة وبيسان، ويقع ضمن اختصاص مجلس جلبوع الإقليمي. في عام 2017 كان عدد سكانه 702 نسمة.

## التاريخ
تأسس الكيبوتس عام 1922 على يد مهاجرين يهود من تشيكوسلوفاكيا وألمانيا، وسُمي على اسم المزرعة المجاورة للخضيرة، حيث عمل المستوطنون الأصليون قبل نقلهم وتأسيس المستوطنة. في الأصل، الاسم مشتق من الكتاب المقدس، حيث يتحدث الله عن حبه لإسرائيل: «سعادتي بها». (اشعياء 62: 4) 
وفقا لتعداد أجري عام 1922 من قبل سلطات الانتداب البريطاني، كان عدد سكان حفتسي باه 125 نسمة، يتألفون من 123 يهوديًا ومسلمين اثنين.

## الآثار
يقع منتزه كنيس بيت ألفا الوطني في الكيبوتس، وليس في كيبوتس بيت ألفا المجاورة الذي يحمل الاسم نفسه كما يعتقد الكثيرون، يحتوي على كنيس بيزنطي قديم، مع أرضية من الفسيفساء تصور الأشهر العبرية القمرية لأنها تتوافق مع علامات البروج. حصل الكنيس وكذلك الكيبوتس المجاور على اسمهما من اسم القرية العربية المهجرة خربة بيت إيلفا التي كانت موجودة ذات يوم، . 

## مكويا
تم إرسال طلاب مكويا من اليابان إلى كيبوتسات في إسرائيل لدراسة العبرية والخلفية التوراتية، ويواصل بعضهم دراساتهم الأكاديمية في الجامعات، والكيبوتس الأساسي الذي يقيم فيه طلاب ماكويا هو حفتسي باه. 

## سكان بارزون
بعد فترة من الإقامة، حاول المؤلف آرثر كويستلر الانضمام إلى الكيبوتس، لكن طلبه قوبل بالرفض بعد التصويت.